# Misraq Welega
Misraq Welega är en zon i Etiopien.   Den ligger i regionen Oromia, i den centrala delen av landet, 220 km väster om huvudstaden Addis Abeba. Antalet invånare är 1 213 503.